# معادله بلک-شولز
معادله بلک-شولز در ریاضیات مالی، یک معادله دیفرانسیل با مشتقات جزئی (PDE) است که حاکی از تحول قیمت یک قرارداد اختیار خرید اروپایی یا قرارداد اختیار فروش اروپایی است که تحت مدل بلک-شولز قرار گرفته است. به‌طور گسترده‌تر، این اصطلاح ممکن است به پی‌دی‌ایی مشابهی اطلاق شود که می‌تواند برای اختیار معاملههای گوناگون یا به‌طور کلی ابزار مشتقه اخذ شود.

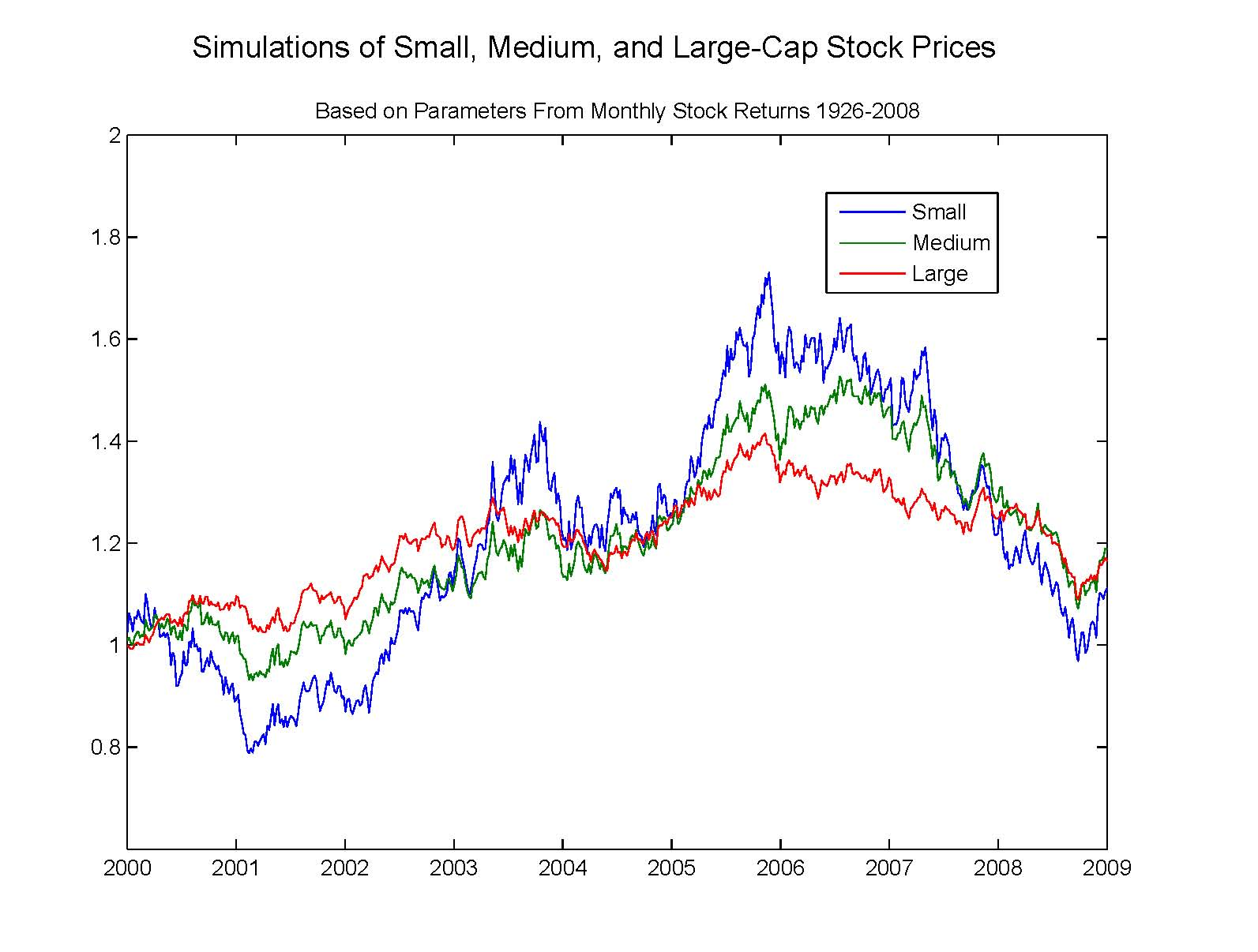
حرکت براونی هندسی شبیه‌سازی شده با پارامترهای داده‌های بازار

برای یک اختیار خرید یا اختیار فروش اروپایی سهام اصلی بدون پرداخت سود، معادله زیر است:
{\displaystyle {\frac {\partial V}{\partial t}}+{\frac {1}{2}}\sigma ^{2}S^{2}{\frac {\partial ^{2}V}{\partial S^{2}}}+rS{\frac {\partial V}{\partial S}}-rV=0}
که V قیمت اختیار معامله به عنوان تابعی از قیمت سهام S و زمان t است، r نرخ بهره بدون ریسک است، و {\displaystyle \sigma } نوسانات سهام است.

## سرچشمه پی‌دی‌ایی بلک-شولز
مشتق‌گیری زیر در اختیار معامله‌های، قرارداد پیش خرید و فروش و سایر بازارها هال آورده شده است. : 287–288  این به نوبه خود مبتنی بر استدلال کلاسیک در مقاله اصلی بلک-شولز است.
طبق فرضیات مدل فوق، قیمت دارایی زیربنایی (به‌طور معمول سهام) از یک حرکت براونی هندسی پیروی می‌کند. به این معنا که
{\displaystyle {\frac {dS}{S}}=\mu \,dt+\sigma \,dW\,}
در این‌جا W یک متغیر تصادفی است (حرکت براونی).

## حل پی‌دی‌ایی بلک-شولز
هنگامی که پی‌دی‌ای بلک-شولز، با شرایط مرزی و پایانه‌ای، برای یک مشتق مشتق شود، پی‌دی‌ای را می‌توان با استفاده از روش‌های استاندارد تجزیه و تحلیل عددی، مانند نوعی از روش تفاضل محدود حل کرد. در موارد خاص، حل یک فرمول دقیق، مثلاً در مورد یک قرارداد خرید اروپایی، که توسط بلک و شولز انجام شده است، ممکن است.